# باشگاه فوتبال اتلتیکو مینیرو
باشگاه فوتبال اتلتیکو مینیرو که در سری آ برزیل فعالیت می‌کند در ۲۵ مارس ۱۹۰۸ میلادی بنیان‌گذاری شد. این تیم توانسته است که یک بار در سال ۲۰۱۳ میلادی قهرمان جام لیبرتادورس شود.

## افتخارات
- سری آ برزیل (۳): ۱۹۳۷، ۱۹۷۱، ۲۰۲۱
- جام حذفی فوتبال برزیل (۲): ۲۰۱۴، ۲۰۲۱
- قهرمانی مینیرو (۵۰): 1915, 1926, 1927, 1931, 1932 (LMDT), 1936, 1938, 1939, 1941, 1942, 1946, 1947, 1949, 1950, 1952, 1953, 1954, 1955, 1956 (مشترک), 1958, 1962, 1963, 1970, 1976, 1978, 1979, 1980, 1981, 1982, 1983, 1985, 1986, 1988, 1989, 1991, 1995, 1999, 2000, 2007, 2010, 2012, 2013, 2015, 2017, 2020, 2021, 2022, 2023, 2024, 2025
- جام لیبرتادورس (۱): ۲۰۱۳
- کوپا کونمبول (۲): ۱۹۹۲، ۱۹۹۷
- رکوپا سودامریکانا (۱): ۲۰۱۴
- سوپر جام فوتبال برزیل (۱): ۲۰۲۲
- جام رامون ده کارانزا (۱): ۱۹۹۰
- Copa dos Campeões da Copa Brasil (۱): ۱۹۷۸

## بازیکنان برجسته
- رونالدینیو
- روبینیو
- هالک
- دیگو کاستا
- دیگو گودین